# Trent Reznor
Michael Trent Reznor (ur. 17 maja 1965 w Mercer w stanie Pensylwania) – amerykański multiinstrumentalista, założyciel, lider, kompozytor, autor tekstów, gitarzysta, klawiszowiec oraz wokalista Nine Inch Nails. 
W 2006 roku piosenkarz został sklasyfikowany na 25. miejscu listy 100 najlepszych wokalistów metalowych wszech czasów według Hit Parader. Z kolei w 2009 roku został sklasyfikowany na 23. miejscu listy 50 najlepszych heavymetalowych frontmanów wszech czasów według Roadrunner Records.

## Życiorys
Trent Reznor urodził się w małym miasteczku Mercer. Z powodu rozwodu rodziców wychowywany był przez dziadków. W wieku 5 lat zaczął naukę gry na fortepianie. Gdy miał 12 lat, po raz pierwszy usłyszał zespół Kiss i od razu wiedział, kim chce zostać w przyszłości. Jako nastolatek grał w orkiestrze oraz różnych miejscowych zespołach. Nauczył się przez ten czas grać na gitarze, trąbce i saksofonie.
Po ukończeniu szkoły średniej przeniósł się do Cleveland na studia muzyczne oraz informatyczne, jednak po pierwszym roku zrezygnował. Przez ten czas podejmował przeróżne prace, od mycia toalet miejskich do roli sprzedawcy w sklepach muzycznych. W końcu zdobył posadę sprzątacza w studiu nagraniowym Right Track. Dzięki temu w nocy, gdy nikt nie korzystał ze studia, mógł nagrywać własną muzykę i właśnie tam powstał jego pierwszy album Pretty Hate Machine. W tym czasie duży wpływ na Reznora wywarł album Ministry The Land of Rape and Honey. Wysłał swoje demo do paru wytwórni. Ku swojemu zdziwieniu dostał wiele ofert, wybrał TVT.
Kontrakt z tą wytwórnią zerwał dosyć szybko, gdyż w 1992 Interscope Records "wykupiło" Reznora, a ten założył własne Nothing Studio. W tym samym roku wydał EP-kę Broken. Zamieścił na niej 6 utworów i do wszystkich, oprócz Last nagrał teledyski. W utworze "Gave Up" gościnnie zaśpiewał w chórkach oraz zagrał na gitarze Brian Warner. Reznor na płytce zamieścił również 2 dodatkowe utwory na ścieżkach nr 98 i 99. Pierwszy to "Physical" – utwór Adama Anta, a drugi to "Suck'" nagrany wraz z Pigface. Piosenka "Wish" zdobyła nagrodę Grammy w kategorii hard rock/heavy metal. Teledysk do "Happiness in Slavery" również dostał nagrodę Grammy. Trent Reznor napisał scenariusz do filmu Broken w którym mężczyzna torturuje drugiego człowieka i zmusza go do oglądania wszystkich klipów do utworów z EP-ki o tym samym tytule. Film nigdy nie wyszedł do dystrybucji.
W 1994 ukazał się drugi album Nine Inch Nails The Downward Spiral. Płytę tę uznano za przełomową w historii muzyki. Porównuje się ją z The Wall Pink Floyd. Reznor nagrał ją w domu niegdyś należącym do Romana Polańskiego, gdzie grupa słynnego mordercy Charlesa Mansona brutalnie zamordowała żonę reżysera Sharon Tate, która była w ciąży, oraz paru jej przyjaciół. W pokoju, gdzie krwią ofiar napisano na ścianach wielokrotnie słowo 'pig', Reznor nakręcił teledysk do utworu "March of the Pigs". Równie kontrowersyjna była piosenka "Closer" oraz teledysk do niej. MTV, które wcześniej promowało tylko niektóre klipy Nine Inch Nails, emitowało go dosyć często. Również w 1994 zespół gościł na festiwalu Woodstock i dał legendarny koncert 'w błocie'.
W tym czasie Trent Reznor przeprowadził się do Nowego Orleanu i zamieszkał w przerobionym domu pogrzebowym oraz stworzył ścieżki dźwiękowe do takich filmów, jak: Urodzeni mordercy, Kruk i Zagubiona autostrada. Nagrywał również ścieżkę dźwiękową do gry "Quake" oraz zajął się produkcją albumu Marilyna Mansona Antichrist Superstar.
W 1999 Reznor wydał dwupłytowy album The Fragile. Do nagrania muzyki używał, oprócz standardowych, instrumenty smyczkowe i strunowe takie jak skrzypce, kontrabas, wiolonczela, ukulele. Zespół wybrał się w trasę, za którą dostał nagrodę Rolling Stone – Best tour of the year 2000. W 2002 wyszły płyta CD oraz DVD And All That Could Have Been z zapisem 16 piosenek z trasy.
Niedawno Trent przeprowadził się ponownie do Los Angeles, gdzie nagrał album With Teeth, który wydał w 2005. Na płycie gościnnie wystąpił Dave Grohl w roli perkusisty. Promujący tę płytę singel "The Hand That Feeds" został nominowany w tym roku do nagrody Grammy w kategorii Best Hard Rock Performance. Drugi teledysk powstał dla piosenki "Only". Najnowszą piosenką Trenta Reznora jest "Non Entity", którą stworzył specjalnie dla ofiar huraganu Katrina i zagrał na żywo na koncercie The ReAct Katrina Benefit wraz ze starszą piosenką "Hurt".
W 2007 ukazał się album Year Zero. Tego samego roku Trent wydał płytę Y34RZ3R0R3M1X3D.
Kolejny album The Slip został wydany w 2008 roku i udostępniony w internecie za darmo.
W 2010 roku Reznor wraz z żoną Mariqueen Maandig oraz Atticusem Rossem założyli nowy zespół How to Destroy Angels. W czerwcu tego samego roku wydali pierwszą EPkę How to Destroy Angels. W listopadzie 2011 Reznor poinformował, że pełny album jest w trakcie miksowania.
Współpraca z Atticusem Rossem nad muzyką do filmu Davida Finchera The Social Network zaowocowała Oscarem otrzymanym 28 lutego 2011.

## Filmografia
- Rush: Beyond the Lighted Stage (2010, film dokumentalny, reżyseria: Sam Dunn, Scot McFadyen)[5]
- Sound City (2013, film dokumentalny, reżyseria: Dave Grohl)[6]